# Хасанова Мотрона Перфиліївна
Мотрона Перфиліївна Хасанова (25 липня 1918 — 2003) — передовик радянського сільського господарства, телятница радгоспу «Новосибірський» Новосибірського району Новосибірська область, Герой Соціалістичної Праці (1966).

## Біографія
Народилася у 1918 році в селі Криве Кривинської волості Барнаульського повіту Алтайської губернії.
Отримала початкову освіту і в 1933 році разом з сім'єю переїхала в селище Степний Новосибірського району. Пройшла навчання на курсах телятниць і почала працювати з групою з 30 голів телят у радгоспі «Новосибірський». 
Вийшла заміж і переїхала в місто Новосибірськ де деякий час працювала в друкарні. В 1947 році знову повернулася в радгосп і прийняла телятник-профілакторій. В складних умовах домагалася приросту телят в середньому по 900 грамів в день. До 1966 році вона виростила 4500 телят..
Указом Президії Верховної Ради СРСР від 22 березня 1966 року за отримання високих показників у сільському господарстві і рекордні показники у тваринництві Мотроні Перфиліївні Хасановій було присвоєно звання Героя Соціалістичної Праці з врученням ордена Леніна і медалі «Серп і Молот».
Продовжувала працювати в господарстві, показувала високі виробничі результати. З 1970 року на заслуженому відпочинку. Неодноразово обиралася депутатом Кубовинської сільської ради, Новосибірського районного та Новосибірської обласної рад. 
Останні роки життя мешкала в Новосибірську. Померла в 2003 році. 

## Нагороди
- золота зірка «Серп і Молот» (22.03.1966)
- орден Леніна (22.03.1966)
- інші медалі.